# Panique à l'Ouest
Pour plus de détails, voir Fiche technique et Distribution.
Panique à l'Ouest (Cattle Town) est un western américain de Noel M. Smith sorti le 6 septembre 1952.

## Synopsis
Après la guerre civile, l'État du Texas a besoin d'argent et décide de vendre un terrain à un syndicat de nordistes dirigés par Judd Hastings (Ray Teal). Mais cette terre est occupée par un groupe d'éleveurs et le Gouverneur du Texas envoie Mike McGann (Dennis Morgan) pour régler le problème.

## Fiche technique
- Titre : Panique à l'Ouest
- Titre original : Cattle Town
- Réalisation : Noel M. Smith
- Scénario : Thomas W. Blackburn
- Direction artistique : Stanley Fleischer
- Décors : GW Berntsen
- Photographie : Ted McCord
- Montage : Thomas Reilly
- Musique : William Lava
- Production : Bryan Foy
- Société de production : Warner Bros.
- Société de distribution : Warner Bros.
- Pays de production :  États-Unis
- Langue : anglais
- Format : noir et blanc – 35 mm – 1,37:1 – mono (RCA Sound System)
- Genre : western
- Durée : 71 minutes
  - États-Unis : 6 septembre 1952

## Distribution
- Dennis Morgan : Mike McGann
- Philip Carey : Ben Curran
- Amanda Blake : Marian Hastings
- Rita Moreno : Queli
- Paul Picerni : Pepe
- Ray Teal : Judd Hastings
- Jay Novello : Felipe Rojas
- George O'Hanlon : Shiloh
- Robert J. Wilke : Keeno
- Sheb Wooley : Miller
- Charles Meredith : Le Gouverneur du Texas
- Merv Griffin : Joe
- Boyd 'Red' Morgan : Bayo